# 李英来
李 英来（李 永来、リ・ヨンレ、朝鮮語: 리영래）は、朝鮮民主主義人民共和国の軍人、政治家。朝鮮労働党中央委員会民防衛部長、同委員会委員、最高人民会議代議員。朝鮮人民軍における軍事称号（階級）は中将。

## 経歴
出生地や生年月日は不明。2002年に朝鮮人民軍少将、2012年に中将に昇進した。2014年3月に最高人民会議第13期代議員に選出された。2016年5月6日に開催された朝鮮労働党第7次大会で朝鮮労働党中央委員会民防衛部長、同委員会委員に選出された。2019年1月14日に平壌直轄市人民文化宮殿で開催された労農赤衛軍創建60周年記念中央報告会に参加した。

## 参考サイト
북한정보포털